# Ictidosuchus
Ictidosuchus — вимерлий рід тероцефалових терапсид. Вік оцінюється в 259.0–254.0 Ma. Зразок походить з пермського періоду ПАР.